# Regnar Lodbrog
Regnar (eller Ragnar eller i ældre dansk litteratur Regner) Lodbrog (oldnordisk: Ragnarr Loðbrók) var en dansk sagnkonge, omtalt som far til de Lodbrogsønner, som i slutningen af 800-tallet nævnes som de førende ved grundlæggelsen af danevældet i England. Den historiske kerne kan være vikingehøvdingen Ragnar, der i spidsen for normannerhæren belejrede Paris i 845, så kong Karl den Skaldede betalte ham for at skåne byen. Det er den først kendte kongelige tribut betalt til skandinaviske indtrængere. Ifølge nogle kilder tilbød kong Karl at betale 7.000 pund sølv; samtidige kilder beskriver tributten som betalt i guld.
Regnar Lodbrog fra sagncyklussen er derimod en mytisk skikkelse. Hverken han eller hans far, Sigurd Ring, kan verificeres af uafhængige kilder. Regnar og hans sønneflok tillagdes i vestnordiske sagn eventyrlige bedrifter, uden smålige hensyn til historisk virkelighed. Sagnene er samlet i Regnar Lodbrogs saga.

## Tilnavnet Lodbrog
Herrød eller Heraud var jarl i Götaland. Hans datter hed Tora med tilnavnet Borgarhjort ("Hjorten i borgen"), fordi hun var den kønneste blandt kvinder, ligesom hjorten er det kønneste af alle dyr. Jarlen holdt af sin datter og sendte hende en dag en sød lille lindorm. Tora blev glad for den og lagde den i sin æske med noget guld under. Ormen begyndte hurtigt at vokse; det gjorde guldet også. Efter en tid var ormen så tung, og guldet ligeså, at ormen lå omkring huset, så hoved og hale mødtes. Ilter var den også, så ingen andre turde nærme sig Toras hus end ham, der fodrede den; den åd en okse til hvert måltid. Jarlen afgav løfte om at give sin datter til den mand, som dræbte lindormen; og guldet, den vogtede, skulle være hendes medgift. På den tid var Sigurd Ring konge i Danmark efter at have fældet Harald Hildetand i slaget ved Bråvalla. Sigurd Rings søn hed Regnar. Han beskrives som høj og køn, forstandig og klog, gavmild og højsindet mod sine mænd, men grum mod sine uvenner. Så snart han var gammel nok, drog han på hærfærd med mænd og skibe. Regnar hørte om Herrød jarls problem, men lod som ingenting, mens han i hemmelighed fik lavet en lodden brog og en lodden kappe. Dette antræk fik han kogt i beg. Nu havde han sin "lodbrog" - lodne bukser.

## Tora Borgarhjort og lindormen
Næste sommer sejlede han til Götaland og lagde til land i nærheden af jarlens gård. Næste morgen stod han tidligt op, iførte sig "lodbrogen" og bevæbnede sig med et stort spyd med løst skaft. På jarlens gård lå folk endnu og sov. Da han så den sovende orm, stak han den i ryggen, så spyddet røg af skaftet. Ormen vred sig i dødskamp, så huset rystede; men Regnars lodne antræk beskyttede ham, selv om han fik blod sprøjtet på sig, da han vendte sig om og gik. Tora fik øje på ham, og bad om hans navn. Regnar svarede: "Jeg har vovet livet for at vinde ry; femten år gammel tog jeg ormen." Sit navn sagde han ikke. Tora var usikker på, om han var menneske eller trold; for så stor en mand havde hun aldrig før set.
Jarlen måtte nu holde sit løfte, men hvordan skulle han finde ormens banemand? Tora rådede ham til at sammenkalde et ting, og hvis nogen vedkendte sig at have givet ormen banesår, skulle han medbringe spydskaftet, der passede til spyddet. Mange kom til tinge; også Regnar med næsten hele sin hær, men blev stående et stykke borte fra de andre. Herrød jarl takkede alle for fremmøde og spurgte, om nogen havde det skaft, der passede til det fremviste spyd. Det havde Regnar, og hans dåd gjorde ham kendt i alle norderland. Han bejlede til Tora. Det godtog jarlen, som afholdt et stort gæstebud, hvor Tora og Regnar blev gift. De drog så hjem til hans rige, og Tora fødte ham to sønner, Eirik og Agnar. Parret levede lykkeligt sammen, til Tora blev syg og døde. Regnar tog hendes død meget tungt og holdt ikke mere ud at være hjemme, så i stedet tog han igen ud i verden på hærfærd.

## Ægteskabet med Kraka
En sommer lagde Regnar til i en lille norsk havn, Spangereid på Lista, hvor madsvendene næste morgen gik i land for at bage brød. På den nærliggende gård mødte de konen, Grima, som tilbød dem sin datter som hjælp. I virkeligheden var pigen datter af Sigurd Fåvnesbane og skjoldmøen Brynhild; hun hed Aslaug, men blev kaldt Kraka og var vokset op på den fattige gård. Historien om en hende er en norrøn version af eventyret om Askepot. Madsvendene blev distraherede af den kønne pige og brændte brødet. Regnar bad om en forklaring på den svedne skorpe; og da svendene beskrev pigens skønhed, sagde han, at så køn som Tora Borgarhjort var hun nok ikke. Det ville han alligevel selv undersøge og sendte dem for at bede hende om at møde ham ved skibet; men hun skulle hverken være påklædt eller nøgen, mæt eller fastende; ikke komme alene, men ikke i følge med et menneske. Kraka tænkte sig om, og sagde, at hun først ville komme næste morgen. Da svøbte hun sig i et fiskenet og slog sit lange hår ud; da var hun hverken påklædt eller nøgen; bed i en løg, og var hverken mæt eller fastende; hunden tog hun med som ledsager. Regnar bad hende om at komme om bord; men først ville hun have ham til at love, at han ikke ville gøre hende eller hunden fortræd. Regnar ville give hende et kys, men da bed hunden ham i hånden. Hans mænd slog hunden ihjel, og så ville Kraka straks hjem; det hjalp ikke, at Regnar ville forære hende den guldsømmede kjole efter sin første kone. Hun sagde, at han kunne sende bud efter hende ved hjemrejsen. Det gjorde han på tilbagevejen; men hun svarede, at hun først kom næste morgen. Da kom hun også om bord og sagde til Regnar, at hun fulgte ham, hvis han lovede at gifte sig med hende, når han kom hjem til sit rige. Det gjorde han også; og i det ægteskab fik han fem sønner til: Ivar Benløs, Bjørn Jernside, Hvidsærk, Ragnvald og Sigurd Orm-i-Øje. Ragnvald faldt ved Whitby, som han angreb sammen med sine tre ældre brødre.

## Regnars død i ormegården
De to sønner fra ægteskabet med Tora omkom i Sverige; Regnar var da på rejse, så Kraka og de fire genlevende sønner drog til Sverige og hævnede dem. Hjemme sad Regnar og undrede på, hvor hans kone var blevet af. Sine sønner hørte han meget om; deres bedrifter kunne ingen måle sig med, og til sidst bestemte han sig for at erobre England med to skibe. Aslaug kom hjem, og rådede ham til hellere at rejse med flere, men mindre skibe. Men Regnar syntes ikke, der lå nogen hæder i at vinde et land med mange skibe. Før afrejsen gav Aslaug ham en skjorte, som var vævet i ét stykke af grå hørtråd, så jern ikke bed på den, og den, som bar den, var usårlig. Ud for England forliste Regnars skibe, men mændene kom frelst i land. Kong Ælla 2. af Northumbria samlede en hær og det kom til kamp, hvor alle Regnars mænd faldt; men selv var han usårlig i sin skjorte, og spyddet var det, han havde dræbt lindormen med. Da han blev overmandet, ville han intet sige, og kong Ælla besluttede at få ham kastet i ormegården. Hvis han dér ville røbe, at han var Regnar Lodbrog, skulle han straks hentes op igen. Længe sad Regnar i ormegården, hvor også hans svigerfar havde endt sit liv; men slangerne gjorde ham ikke noget, før skjorten blev trukket af ham. Så bed de. Da sagde Regnar: "Grynte ville grisene, hvis de vidste, hvad galten led."
Digtet Krákumál - af ukendt forfatter nok opkaldt efter hans kone og overleveret på Island - udgiver sig for at være Regnars dødssang, hvor han mindes sine bedrifter, men de passer dårligt med oplysningerne i hans saga, og må være langt ældre end den. Han afventer sin frygtelige død med et smil: "Leende skal jeg dø!" er digtets sidste ord.
Så døde han, og kong Ella indså, at den døde var Regnar Lodbrog, og at Lodbrogsønnerne nu ville komme efter hævn. Hans sendemænd drog til Danmark og overbragte budskabet om Regnars død til sønnerne. Hvidsærk ville straks slå udsendingene ihjel, men Ivar Benløs sørgede for, at de kunne rejse hjem i fred. Men den besked beroligede ikke kong Ælla, som satte vagthold op i hele sit rige.

## Hævn og efterkommere
Regnars død blev ifølge sagnet hævnet af hans fire levende sønner, der fik kong Ælla 2. dræbt. I hvert fald er det korrekt, at kongen faldt i slaget ved York i marts 867. I sagnets verden blev Ivar Benløs tilbage i England som regerende konge, mens hans brødre Hvidsærk, Bjørn Jernside og Sigurd Orm-i-Øje rejste tilbage til Danmark. Ivar Benløs døde som gammel i sin seng, mens Hvidsærk blev taget til fange under sin hærgen østpå. Angiveligt valgte han så at dø ved at lade sig brænde på et bål af mandshoveder. Regnars enke døde først som gammel. Af angiveligt syv børn i to ægteskaber fik Regnar kun efterkommere fra to eller tre af dem: Bjørn Jernside fik en stor æt efter sig; Sigurd Orm-i-Øje angiveligt ligeså, da hans datter Ragnhild af sagaen opgives som mor til Harald Hårfager, en kronologisk umulighed, når Sigurd (tidsfæstet ved Ællas død i 867) har været Harald Hårfagers samtidige. Ivar Benløs identificeres ofte med Ímar, konge af Dublin, og her kendes navnene på flere sønner.
Ifølge sagnet skulle Lodbrogsønnerne have rejst en træfigur, "af torne og mose begroet", på sydsiden af Samsø og blotet til den.
I engelske kilder hedder Regnars sønner Hynwar (dvs. Ivar Benløs), Ubbe og Halvdan.